# Holdbéli világ
A Holdbéli világ Joseph Haydn 1777. augusztus 3-án bemutatott, háromfelvonásos vígoperája, a zeneszerző talán legsikerültebb darabja a műfajban.

## Az opera szereplői és helyszínei
| Szereplő                      | Hangfekvés       |
| ----------------------------- | ---------------- |
| Ecclitico, szélhámos          | tenor            |
| Ernesto, a barátja            | alt castralto    |
| Buonafede, gazdag kereskedő   | basszus          |
| Clarice, a lánya              | szoprán          |
| Flaminia, a másik lánya       | koloratúrszoprán |
| Lisetta, Buonafede szobalánya | alt              |
| Cecco, Ernesto szolgája       | tenor            |

- Történik: Velencében, 1750. körül
- Az opera színhelyei: I. felvonás, 1. kép: Ecclitico háza; 2. kép: Buonafede háza; II. felvonás, Ecclitico kertje; III. felvonás, Ecclitico háza
- Játékidő: 2 és fél óra

## Az opera cselekménye

### I. felvonás
1. kép: Ecclitico és Ernesto szerelmesek Buonafede lányaiba. A kereskedő azonban előkelőbb férjeket akar lányai számára, úgyhogy hallani sem akar a kettős esküvőről. Még szobalánya vonzalmát is rossz szemmel nézi, aki Ernesto szolgája iránt táplál gyengéd érzelmeket. Ecclitico végül elhatározza, hogy csel segítségével próbálja meg jobb belátásra téríteni a konok öregurat. Buonafede az asztrológia bolondja, és rendszerint Eccliticót keresi fel, hogy a csillagok járása felől érdeklődjön. 
A fiatal szerelmes egy távcsövet eszkábál, amiben belső megvilágítással színes képeket tud előállítani. Amikor megérkezik hozzá a kereskedő, elkezd neki mindenféle csodálatos dolgokról mesélni, amiket a távcső segítségével a Holdon látott. Buonafede maga is beletekint a távcsőbe, és annak színes képei láttán máris elhiszi Ecclitico meséjét. A kereskedő pénzt ad neki, hogy részletesebben tanulmányozhassa a holdbéli világot, majd megbeszélik a következő találkozásuk időpontját. 
2. kép: Clarice és Flamina szerelmeseikről álmodoznak. Nemsokára váratlanul betoppan Ecclitico és Ernesto. De az öreg kereskedő hamar hazaérkezik, és a két férfi alig tud észrevétlenül kisurranni a házból. Az álcsillagász azonban nem sokkal ezután ismét megjelenik. Üzenetet hozott Buonafedének: a távcsövön keresztül üzent neki a Hold császára. Csodacseppeket juttatott el hozzá, amelyek segítségével haladéktalanul fel kell szállnia a Holdba. Az öreg kereskedő beleesik a csapdába, és könyörögni kezd Eccliticónak, hogy adjon neki is a cseppekből. A férfi persze végül megszánja, ad neki pár kortyot a cseppekből, és megígéri neki, hogy magával viszi Holdra. A csodaszer persze nem más, mint altató. Buonafede hamarosan a Holdon érzi magát, majd mély álomba szenderül. 

### II. felvonás
Eccletico kertjében állítják fel a holdbéli világot. Ide fogják hozni a mélyen alvó Buonafedét. Amikor a kereskedő szép lassan kezd magához térni, mindenféle állatot és színes virágot lát maga körül. Körülményes ceremónia közepette felveszik a holdbéli lakosok körébe, majd a Hold császártól (akit Cecco alakít) engedélyt kap arra is, hogy lányait is felhozhassa magához a Földről. Buonafede csak ámul-bámul, és meglehetősen engedékenynek mutatkozik, még lányai korábban ellenzett frigyére is áldását adja. Annyira megenyhül, hogy átadja Ecclitiónak „földi” pénzes ládája kulcsát, amelyben lányai hozományát tartja. Amikor ily módon minden szépen elrendeződött, Cecco egyetlen mozdulatára összeomlik a holdbéli világ, az öreg kereskedő pedig rájön, hogy átverték. Dühtől tajtékozva bosszút esküszik.

### III. felvonás
Buonafedét a fiatalok bezárták házának egyik szobájába, és addig nem hajlandók kiengedni, amíg meg nem bocsát nekik. Az öreg kereskedő végül nem tud mit tenni, dohogva, de végül áldását adja a kettős esküvőre. Belátja, hogy helytelenül járt el, így a szerelmesek boldogan egymáséi lehetnek.

## Az opera utóélete
A Holdbéli világ a később Pompakedvelő Miklósként ismert Esterházy Miklós kisebbik fiának esküvőjére íródott. Sajnos az opera teljes autográf partitúrája nem maradt fent. Haydn eredeti kéziratának egy-egy töredékét Párizsban, Berlinben, Krakkóban és Budapesten őrzik, ezenkívül fennmaradt a partitúra három korabeli másolata. A Brnóban és Bécsben őrzött másolatok teljesek, míg a Brüsszelben őrzött töredékes (hiányzik belőle a teljes harmadik felvonás). A különböző másolatokban eltérést mutatnak a szólam kiosztások, egyes áriák pedig megtalálhatóak egyszerűbb és díszítettebb formában egyaránt. Elmondhatjuk hát, hogy nem ismert a darab teljes eredeti verziója, nem lehet pontosan tudni, hogy milyen formában is játszották azt az Esterházy udvarban. 
Az ősbemutató után még néhány alkalommal elővették a darabot, majd az opera partitúrája bekerült az Esterházy kottatárba, és Haydn életében többször nem adták elő. Az előadások alkalmával cserélődött a szereplőgárda, ez magyarázatot adhat rá, miért létezik a darabnak több változata is. Lisetta szólamát bizonyíthatóan azért kellett utólag megváltoztatni, mert 1777 augusztusában egy újabb énekesnőt szerződtettek a szerepre, és az ő hangjának a szoprán fekvés volt a legmegfelelőbb. 
A Holdbéli világ volt az egyik első Haydn-opera, amelyet a 20. században újra felfedeztek és színpadra állítottak. 1932-ben W. M. Treichlinger a szöveget, Mark Lothar a zenét más Haydn művek felhasználásával egészítette ki, a mű egyes részleteit pedig elhagyták. Ezt a verziót mutatták be 1932. március 20-án Schwerinben, majd Berlinben, a következő évben pedig Bázelben is színre vitték. Az opera azonban sehol sem aratott jelentős sikert.
1958-ban a jeles amerikai Haydn-kutató, Howard Chandler Robbins Landon vállalkozott a partitúra rekonstruálására a fennmaradt töredékek alapján. Az ily módon helyreállított darabot még ebben az évben színre vitték Hágában, majd 1959-ben a darabot német szöveggel bemutatták Salzburgban is. Az igazi áttörést azonban az opera 1959-es aix-en-provence-i színre vitele hozta meg. Ettől a bemutatótól számíthatjuk a Haydn-operák reneszánszának kezdetét.

## Az opera zenéje
Goldoni szövegkönyve követi a drama giocoso jellegzetes felépítését, ötvözi a buffo karakterek háromféle típusát: a komikus és a komoly szerepeket, valamint a kettő elegyét. Haydn azonban képes volt túllépni a műfaj kliséin, és a szellemes zenei megoldásai révén mindegyik szereplőjét egyéni jellemvonásokkal ruházta fel. Az áriák és az együttesek a szituációktól függően hol érzelmesek, hol pedig komikusak. Így lehetőséget adnak az énekesek számára technikai tudásuk megcsillogtatására. A zenei kivitelezés természetesen e Haydn-opera esetében is teljes mértékben alkalmazkodik az Eszterházy-udvar körülményeihez: mindegyik szereplőnek jutott legalább két szólóária (így szinte minden szerep egyenrangú), a kíséretet mindössze tizenhárom hangszer, a kórust négy baritonista szolgáltatja. A kórusrészletek mindenhol egyszólamúak, de sok az együttes, így a szólóénekesek és a négy baritonista együtt is képes pótolni a nagyobb kórus hiányát.
A partitúra egyik legsajátosabb jellemzője a zenekari közjátékok gyakorisága. Mind a három felvonást zenekari előjáték vezeti be: az I. felvonást egy nyitány, a II-at egy szimfónia, a III-at egy intermezzo. Ezenkívül a II. felvonásban egy hosszabb balettbetéttel is találkozunk. 
Haydn elégedett lehetett művével, az opera több részletét később más zeneműveiben is felhasználta. Érdekes, hogy Ernesto szerepét kasztrált altra írta, noha semmilyen dokumentum nem maradt fent, amely azt bizonyítaná, hogy Eszterházán működtek kasztrált énekesek is. Ezért elképzelhető, hogy az ősbemutatón is egy alt énekesnő szólaltatta meg a szerepet.

## Hangfelvételek
Buonafede – Domenico Trimarchi, Ecclitico – Luii Alva, Lisetta – Frederica von Stade, Flaminia – Arleen Auger, Clarice – Edith Mathis, Ernesto – Lucia Valentini Terrani, Cecco – Anthony Rolfe Johnson. Közreműködik a Lausenne-i Kamarazenekar és a Suiss Romande Rádió énekkara, vezényel Doráti Antal. A felvétel helye és ideje: Epalinges (Svájc), Grande Salle, 1977, Kiadás: 1993, Philips, 432 4202-2, 3 CD, ADD, Stereo.